# Lucía Puenzo
Lucía Puenzo  (Buenos Aires; 28 de noviembre de 1976) es una directora, guionista y escritora argentina. También trabaja con producción ejecutiva e investigación.

## Biografía
Puenzo se formó en Guion Cinematográfico en la Escuela Nacional de Experimentación y Realización Cinematográfica (ENERC) de Buenos Aires, graduándose en 2000.
Debutó como novelista en 2004 con la novela El niño pez y desde entonces ha escrito varias otras: Nueve minutos (2005), La maldición de Jacinta Pichimahuida (2007), La furia de la langosta (2009), Wakolda (2010), que han sido traducidas a otros idiomas.
Antes de la publicación de estos libros, Lucía Puenzo había trabajado en el cine como guionista y en 2007 dirigió su primera película, XXY, con la que obtuvo más de 20 premios internacionales, entre ellos el Grand Prix de la Semana de la Crítica en el Festival de Cannes de ese año. El filme fue candidato a los Goya y ganó el Ariel a la mejor cinta extranjera; recibió también galardones a la mejor película y a la mejor dirección en los festivales de Edimburgo, Bangkok, de Atenas y de Montreal, entre otros. A este filme le siguió al año siguiente Los invisibles y en 2009 estrenó la primera adaptación de una novela: El niño pez.  
En 2013 llevó a la pantalla grande, con el mismo título, su libro Wakolda, que se desarrolla en Bariloche y trata sobre la estancia en Argentina del criminal nazi Josef Mengele. Coproducción de varios países, en España se estrenó bajo el nombre de El médico alemán. En el segundo Festival Internacional Unasur Cine, celebrado en San Juan, obtuvo cuatro premios: mejor película, mejor dirección (Lucía Puenzo), mejor actriz (Natalia Oreiro) y revelación (Florencia Bado).
En 2010 la revista británica Granta y Granta en español la seleccionaron como una de las 22 mejores escritoras en castellano menores de 35 años.
En 2019 dirigió a las actrices chilenas Claudia Di Girolamo y Daniela Vega en la serie La Jauría de Fábula.
Es hija del también director de cine Luis Puenzo.

## Filmografía
| Año  | Película                      | Rol                                   |
| ---- | ----------------------------- | ------------------------------------- |
| 2001 | (H) Historias cotidianas      | Guionista                             |
| 2003 | Disputas                      | Guionista                             |
| 2004 | La puta y la ballena          | Guionista                             |
| 2005 | Los invisibles (cortometraje) | Directora                             |
| 2006 | A través de tus ojos          | Guionista                             |
| 2007 | XXY                           | Directora y guionista                 |
| 2009 | El niño pez                   | Directora y guionista                 |
| 2010 | Más adelante (corto)          | Directora                             |
| 2013 | Wakolda                       | Directora y guionista                 |
| 2022 | La caída                      | Directora y coguionista               |
| 2023 | Los impactados                | Directora, coguionista y coproductora |

| Año  | Serie de televisión | Rol                       |
| ---- | ------------------- | ------------------------- |
| 2015 | Cromo               | Codirectora y coguionista |

## Novelas
- El niño pez, Beatriz Viterbo, Buenos Aires, 2004 (Emecé/Planeta 2013)
- Nueve minutos, Beatriz Viterbo, Buenos Aires, 2005 (Emecé/Planeta 2013)
- La maldición de Jacinta Pichimahuida, Interzona, Buenos Aires,  2007 (Emecé/Planeta 2013)
- La furia de la langosta, Mondadori, Buenos Aires, 2009 (España: Duomo Ediciones, 2013)
- Wakolda, Emecé/Planeta, 2011 (España: 2013)[5]
- Los invisibles, TusQuets, 2018[6]

## Premios y nominaciones

### Premios Goya
| Año  | Categoría                 | Película | Resultado |
| ---- | ------------------------- | -------- | --------- |
| 2007 | Mejor película extranjera | XXY      | Ganadora  |
| 2014 | Mejor película extranjera | Wakolda  | Nominada  |

### Premio Ariel
| Año  | Categoría                     | Película | Resultado |
| ---- | ----------------------------- | -------- | --------- |
| 2008 | Mejor película iberoamericana | XXY      | Ganadora  |

### Premio Cóndor de Plata
| Año  | Categoría            | Película | Resultado |
| ---- | -------------------- | -------- | --------- |
| 2008 | Mejor película       | XXY      | Ganadora  |
| 2008 | Mejor director       | XXY      | Nominada  |
| 2008 | Mejor guion adaptado | XXY      | Ganadora  |
| 2014 | Mejor película       | Wakolda  | Ganadora  |
| 2014 | Mejor director       | Wakolda  | Ganadora  |
| 2014 | Mejor guion adaptado | Wakolda  | Ganadora  |

### Otros premios
- Atenas de Oro 2008 por XXY (Festival Internacional de Cine de Atenas)
- Premio Kinnaree de Oro 2007 por XXY (Festival Internacional de Cine de Bangkok)
- India Catalina de Oro 2008 por XXY (Festival de Cine de Cartagena)
- Premio a Nuevo Director 2008 por XXY (Festival Internacional de Cine de Edimburgo)
- Premio de los Críticos de Cine de Quebec 2007 por XXY (Festival de Cine Nuevo de Montreal)
- Premios a la mejor película y mejor dirección del segundo Festival Internacional Unasur Cine, celebrado en San Juan, por Wakolda (el filme obtuvo además el premio a la mejor actriz protagónica —Natalia Oreiro— y actriz revelación, Florencia Bado)
- Mejor guion por Wakolda en el Latin Beat Film Festival de Tokio (Japón, 2013)
- Nominada a los Premios Platino 2014 a Mejor Película, Mejor Dirección y Mejor Guion por Wakolda.[7]